# ダリアン・トーンズ
ダリアン・トーンズ（Darian Townes、1984年7月31日 - ）は、アメリカ合衆国出身のバスケットボール選手である。ポジションはフォワード・センター。身長208cm、体重113kg。

## 来歴
ハーグレーブ大学に入学。
その後、ポーランド、NBADL、プエルトリコ、オランダ、ハンガリー、KBL（韓国）を経て、2013年に来日し、リンク栃木ブレックスに入団するも同年退団。

## 経歴
- ハーグレーブ大学 - RGE Turow Zqolzelec（ポーランド） - Erie Bay Hawks（NBADL） - Leones de Ponce（プエルトリコ） - Gas Terra Flames Groningen（オランダ） - Utah Flash - Iowa Energy（以上NBADL） - Soproni Sordogok - MJUS-Fortress Kormend（以上ハンガリー） - KTソニックブーム - ソウル サムソンサンダース（以上韓国KBL） - リンク栃木ブレックス（2013～2013）